# Sampsigeràmides
Els sampsigeràmides foren els membres de la casa reial d'Èmesa, una dinastia àrab de reis sacerdots que governaren un regne client de Roma a Síria, amb la capital a Èmesa. Remunten els seus orígens a Sampsigeram I, primer rei d'Èmesa, el segle i aC. Mentre que el darrer rei fou Gai Juli Alexió (73-78 dC), com a sacerdots la dinastia s'estengué fins al segle iii, quan descendents de Juli Bassià entroncaren amb Septimi Sever i arribaren a esdevenir emperadors de Roma: Caracal·la, Geta, Heliogàbal i Alexandre Sever.

## Orígens
Per bé que les llengües més comunes a Èmesa durant el Principat eren el grec i l'arameu, sembla que la família era d'ètnia aràbiga, car així ho afirmen les fonts i encara ho ratifiquen les etimologies dels seus antropònims: mentre que Sampsigeram i Iàmblic poden ser considerats tant àrabs com arameus, altres noms com Aziz i Sohem són netament aràbics.

## Llista de reis-sacerdots
- Sampsigeram I: 69-43 aC
- Iàmblic I: 64-31 aC
- Alexandre I: 31-29 aC
- vacant 29-20 aC
- Iàmblic II: 20-11 aC
- Sampsigeram II: 11 aC-42 dC
- Aziz I: 42-54
- Juli Sohem: 54-73
- Gai Juli Alexió: ca. 75
- Juli Sampsigeram III: ca. 79
- Juli Bassià: ca. 187 (iniciador dels bassiànides)
- Heliogàbal: ca. 200-222
- Desconeguts (segle iii)
- Sulpici Urani Antoní: ca. 250